# Nuvem de pontos

Uma imagem de nuvem de pontos de um toro

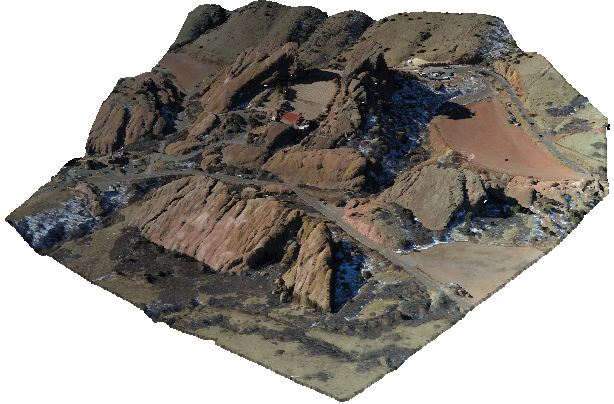
Nuvem de pontos geo-referenciada de Red Rocks, no Colorado (por DroneMapper)

Uma nuvem de pontos é um conjunto de pontos expresso em um mesmo sistema de coordenadas.
Em um sistema de coordenadas tridimensional, estes pontos são geralmente definidos por coordenadas X, Y e Z e comumente têm o objetivo de representar a superfície externa de um objeto.
Nuvens de pontos podem ser criadas por scanners 3D. Estes dispositivos medem um grande número de pontos na superfície de um objeto e frequentemente geram um arquivo com dados da nuvem de pontos. A nuvem de pontos representa o conjunto de pontos que o dispositivo mediu.
Produtos da digitalização 3D, as nuvens de pontos são utilizadas para vários fins, inclusive para criar modelos CAD em 3D para peças manufaturadas, metrologia/inspeção de qualidade, e uma infinidade de visualizações, animações, renderizações e personalização em massa de aplicativos.
Embora nuvens de pontos possam ser diretamente renderizadas e inspecionadas,  geralmente elas não são diretamente utilizáveis pela maioria dos aplicativos 3D, e portanto, são geralmente convertidas em modelos de malha de polígonos ou malha de triângulos, superfície NURBS ou CAD através de um processo comumente referido como reconstrução de superfície.
Existem muitas técnicas para a conversão de uma nuvem de pontos de uma superfície 3D. Algumas abordagens, como a triangulação de Delaunay, formas alfa, e a "ball pivoting", constroem uma rede de triângulos sobre os vértices existentes da nuvem de pontos, enquanto outras abordagens convertem a nuvem de pontos em um campo de distância volumétrico e reconstroem a superfície implícita definida através do algoritmo marching cubes.
Uma aplicação em que as nuvens de pontos são diretamente utilizáveis é a metrologia industrial ou inspeção utilizando tomografia computadorizada industrial. A nuvem de pontos de uma parte fabricada pode ser alinhada a um modelo de CAD (ou mesmo a uma outra nuvem de pontos) e comparada para verificar as diferenças. Essas diferenças podem ser apresentados em mapas coloridos que dão uma indicação visual do desvio entre a fabricação e o modelo CAD. Dimensões e tolerâncias geométricas também podem ser extraídas diretamente da nuvem de pontos.
Nuvens de pontos também podem ser usadas para representar dados volumétricos, por exemplo, em imagens médicas. Usando nuvens de pontos, multi-amostragem e compressão de dados são alcançadas.
Em sistemas de informação geográfica, as nuvens de pontos são parte das fontes utilizadas para fazer modelos de elevação digital de terreno. Eles também são usados para gerar modelos 3D de ambientes urbanos.